# متلازمة كيسلر

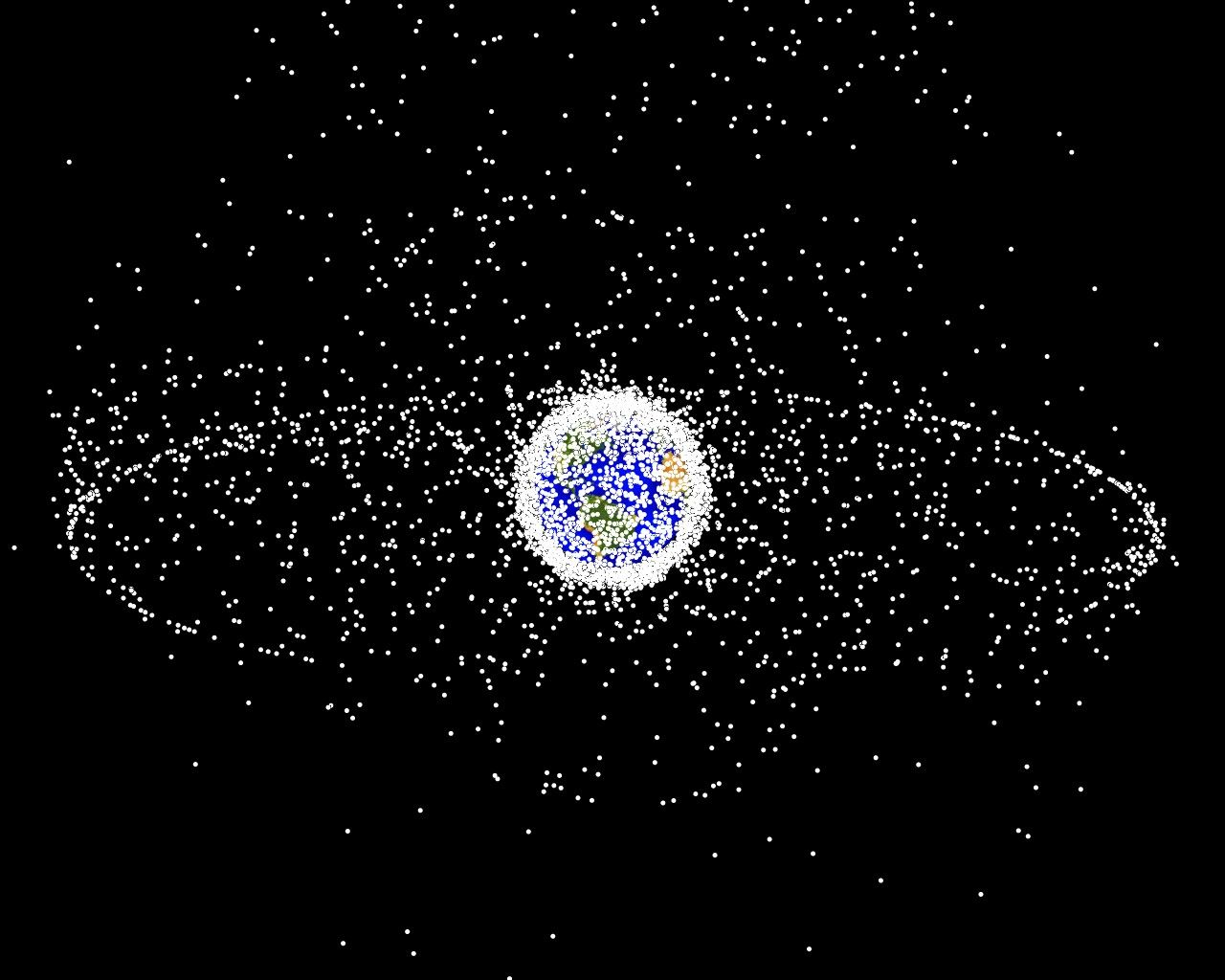
تجمع حطام أقمار صناعية في جو الأرض. ويوجد الحطام في منطقتين في منطقة مدار أرضي جغرافي متزامن GEO ، وفي سحابة من الحطام في مدار أرضي منخفض LEO.

مدارات مختلفة حول الأرض ; المدارات المنخفضة توجد في المنطقة المعلمة باللون الأزرق.

متلازمة كيسلر (بالإنجليزية: Kessler syndrome) وتوصف أحيانًا «بتأثير كيسلر» في علم الفلك. هي تصادمات شلالية اقترحها العالم الفلكي «دونالد كيسلر» لدى ناسا في عام 1978؛ وهي تمثيل لتصادمات متعددة بين أجزاء من أقمار صناعية متكاثرة في جو الأرض وتوجد في مدارات منخفضة بحيث ينشأ من تصادم واحد عدة تصادمات كثيرة كالشلال؛ حيث ينتج عن كل تصادم قطع نفايات عديدة تدخل بدورها في اصطدامات جديدة. فيزداد بذلك عدد النفايات في جو الأرض مما قد يشكل خطرًا على الرحلات الفضائية في المستقبل.
من تبعات هذا التمثيل إذا حدث أن يقلل من نشاط الإنسان في غزو الفضاء، فطيران رواد الفضاء يصبح في خطر، كما أن وضع أقمارا صناعية في مدارات حول الأرض قد يصبح محدودا لبعض المدارات لعدة أجيال. for many generations.

## اقرأ أيضا
- قمر صناعي للبث التلفزيوني
- إشارة تناظرية
- مولد إشارة
- قمر صناعي
- مدار أرضي جغرافي متزامن
- المحافظة على مدار